# Andrés Nocioni

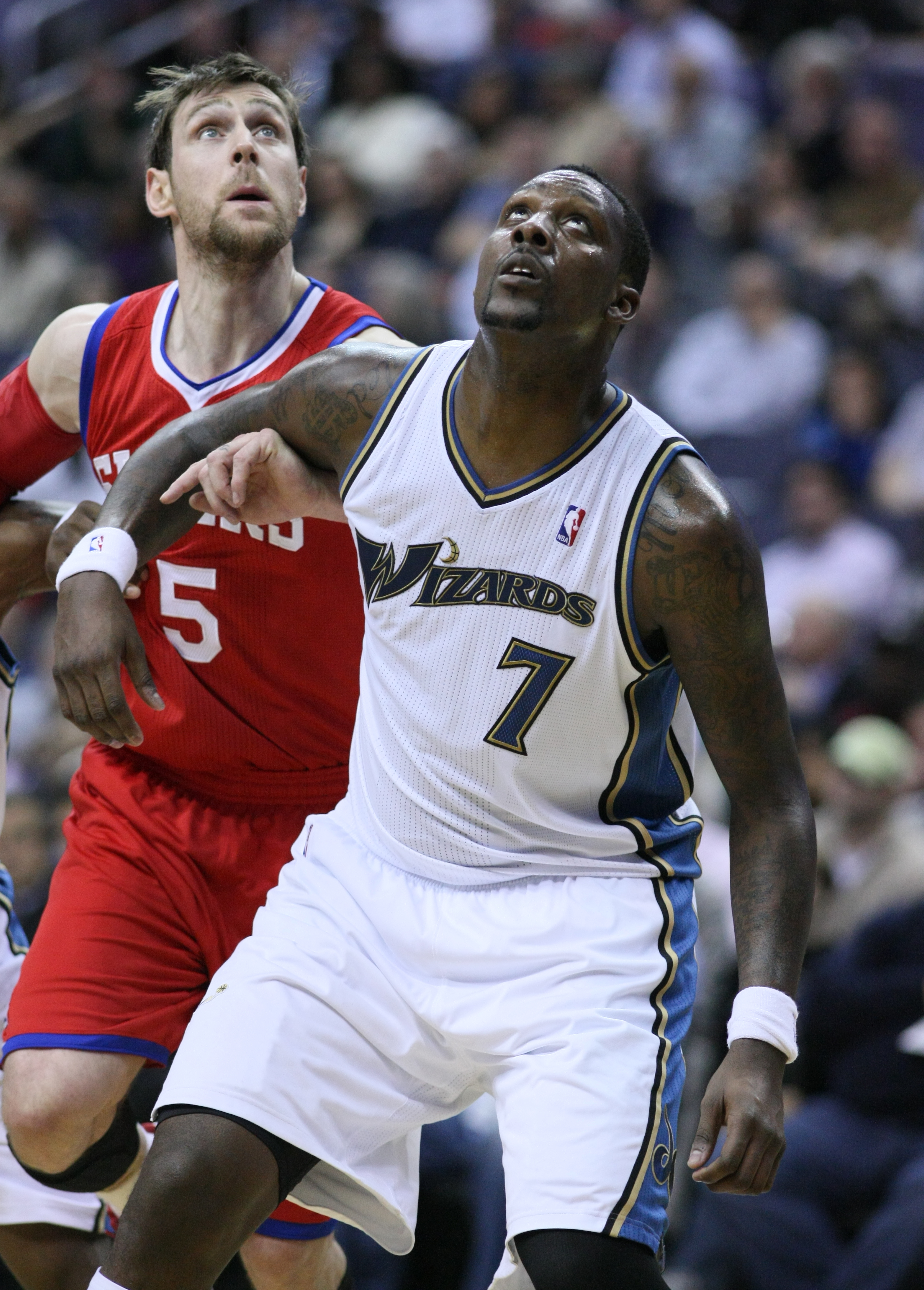
Andrés Nocioni walczący o pozycję z Andrayem Blatchem

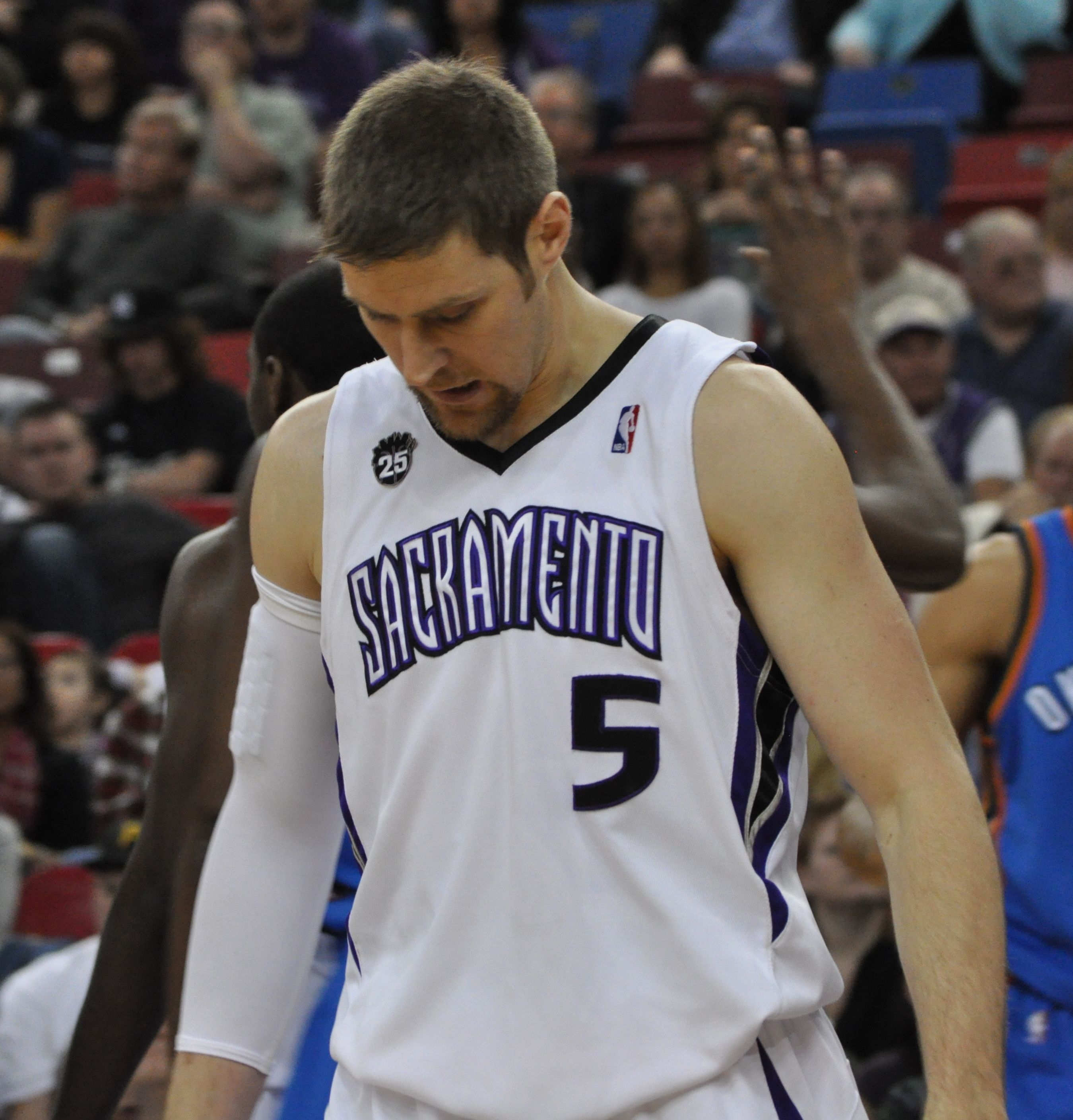
Nocioni w barwach Sacramento Kings (2010)

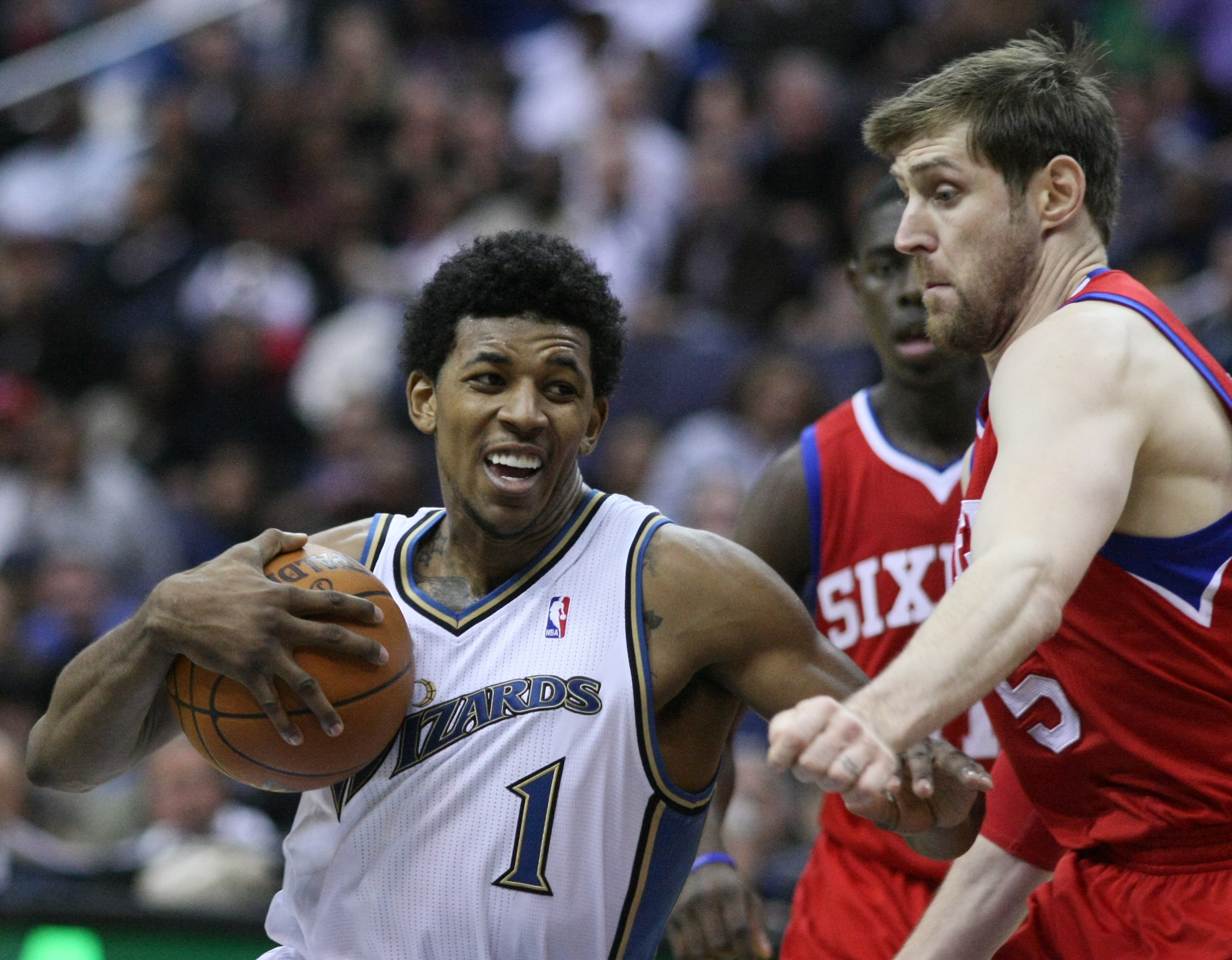
Nocioni w barwach Philadelphia 76ers, broniący przeciw Nickowi Youngowi (2010)

Andrés Marcelo Nocioni (ur. 30 listopada 1979 w Santa Fe) – argentyński koszykarz, występujący na pozycji niskiego skrzydłowego, posiadający także włoskie obywatelstwo, mistrz olimpijski z Aten, wicemistrz świata z 2002 roku, multimedalista rozmaitych imprez międzynarodowych.
Naturalną pozycją Nocioniego jest niski skrzydłowy, choć grywa także jako power forward. Mierzący 201 cm wzrostu koszykarz zawodową karierę zaczynał w 1996. W Argentynie grał w Tuerto Olimpia Venado i Pico Independiente General, a w sezonie 1998/99 został wybrany najlepszym rezerwowym ligi. W 1999 przeniósł się do Hiszpanii i przez następnych pięć lat był zawodnikiem TAU Cerámica (choć na jeden sezon, 2000/01, został oddany do Bàsquet Manresa). W 2002 z TAU zdobył tytuł mistrza Hiszpanii. W 2004 podpisał kontrakt z zespołem NBA Chicago Bulls, w którym z sezonu na sezon notował coraz to lepsze statystyki. Podczas rozgrywek (2006/07) zdobywał średnio 14,1 punktów i 5,7 zbiórki.
W seniorskiej reprezentacji Argentyny debiutował jako dwudziestolatek. Trzykrotnie brał udział w MŚ (2002, 2006, 2014). Może się szczycić złotem z Aten i srebrnym medalem MŚ 2002. Nocioni posiada również włoskie obywatelstwo.

## Osiągnięcia i wyróżnienia
Na podstawie, o ile nie zaznaczono inaczej.

### NBA
- Członek Sophomore Team, podczas T-Mobile Rookie Challenge (2006)

### Klubowe
- Mistrz:
  - Euroligi (2015)
  - Interkontynentalnego Pucharu FIBA (2015)
  - Hiszpanii (2002, 2015–2017)
- Wicemistrz:
  - Interkontynentalnego Pucharu FIBA (1996)
  - Hiszpanii (2017)
- 4. miejsce w Eurolidze (2017)
- Zdobywca:
  - pucharu Hiszpanii (2002, 2004, 2015, 2017)
  - superpucharu Hiszpanii (2014)
- Finalista pucharu:
  - Hiszpanii (2003)
  - księżnej Asturii (2000)
- Zwycięzca turnieju Super 8 (2011)
- Uczestnik rozgrywek Final Four Ligi Południowoamerykańskiej (1997)

### Indywidualne
- MVP:
  - Final Four Euroligi (2015)
  - hiszpańskiej ligi ACB (2004)
- Najlepszy rezerwowy ligi argentyńskiej (1999)
- Zaliczony do:
  - I składu ACB (2004, 2013)
  - II składu Euroligi (2003, 2004)
- Uczestnik meczu gwiazd ligi:
  - argentyńskiej (1999)
  - hiszpańskiej (2003)
- Laureat Konex Award (2010)

### Reprezentacja
Drużynowe
- Mistrz:
  - olimpijski (2004)
  - Ameryki (2001, 2011)
  - Ameryki Południowej (2001)
  - turnieju FIBA Diamond Ball (2008)
  - Ameryki Południowej U–16 (1995)
- Wicemistrz:
  - świata (2002)
  - Ameryki (2003, 2015)
  - Ameryki Południowej (1999)
- Brązowy medalista:
  - olimpijski (2008)
  - mistrzostw Ameryki (1999)
  - turnieju FIBA Diamond Ball (2004)
  - kontynentalnego pucharu Tuto Marchanda (2015)
- Uczestnik:
  - igrzysk:
    - olimpijskich (2004, 2008, 2012 – 4. miejsce)
    - panamerykańskich (1999 – 4. miejsce, 2003 – 6. miejsce)

  - mistrzostw Świata (2002, 2006 – 4. miejsce, 2014 – 11. miejsce)

Indywidualne
- Zaliczony do I składu mistrzostw Ameryki (2003, 2015)